# Краусс, Майкл (лингвист)
Майкл Кра́усс (англ. Michael E. Krauss; 15 августа 1934 — 11 августа 2019) — американский лингвист, занимавшийся атабаскскими языками, автор основного корпуса существующей научной литературы по эякскому языку. Бакалавр Чикагского университета (1952); магистр Колумбийского университета (1954); получил степень доктора философии в Гарвардском университете (1959).
В 1956—1958 годах Краусс занимался гойдельскими кельтскими языками. В 1958—1960 годах он занимался полевыми исследованиями скандинавских языков в Исландии и на Фарерских островах.
Краусс работал в Аляскинском университете в Фэрбанксе с 1960 года, в июне 2000 года ушёл на пенсию. Он был директором Аляскинского центра изучения индейских языков с основания в 1972 году. После ухода на пенсию он продолжал документировать вымирающие языки и занимался проблемой исчезновения языков в общем. Краусс утверждал, что в США дети учат всего 20 % вымирающих языков.

## Атабаскская компаративистика
После окончания работы над диссертацией по кельтским языкам Краусс приехал на Аляску в качестве преподавателя французского языка в Аляскинском университете, хотя его научным интересом уже тогда были атабаскские языки. По дороге на Аляску он посетил Гарри Хойера, в то время ведущего исследователя атабаскских языков.
Первым языком, который исследовал Краусс, был нижнетананский, на примере которого хорошо прослеживалось расщепление протоатабаскского *ts-, неочевидное из данных Хойера.

## Эякский язык
Основной вклад Краусса в документирование языков приходится на эякский язык. В то время эякский находился в самом угрожающем положении из аляскинских, и работа Краусса была спасительной для эякского. Доступные до того данные по эякскому игнорировались лингвистами, включая Эдварда Сепира, однако этот язык оказался недостающим звеном между атна и навахо. С помощью данных по эякскому стало возможно связать тлингитский, эякский и атабаскские в одну языковую семью, хотя связь с языком хайда остаётся однозначно не подтверждённой.
Эякская система изменения гласных вдохновила Краусса на теорию атабаскского тоногенеза, в которой лингвистический тон образуется из стяжения гласных.
Краусс в 2010 году встретился с Гийомом Ледюэ, выучившим эякский самостоятельно в подростковом возрасте, и стал сотрудничать с ним в рамках программы возрождения эякского.

## Избранная библиография
- Badten, Adelinda W.; Krauss, Michael E.; & Rubtsova, Ekaterina S. (1971). Ungazighmiit ungipaghaatangit. College: University of Alaska.
- Friedrich, Paul; & Krauss, Michael E. (1969). On the meaning of the Tarascan suffixes of space. Baltimore, Waverly Press.
- Gudgel-Holmes, Dianne; Joseph, Abbie; Jones, Eliza; Kari, James M.; & Krauss, Michael E. (1991). Native place names of the Kantishna drainage. Anchorage, AK: U.S. Department of the Interior, National Park Service, Alaska Regional Office.
- Hale, Ken; Krauss, Michael; Watahomigie, Lucille J.; Yamamoto, Akira Y.; Craig, Colette; Jeanne, LaVerne M. ; England, Nora C. et al. Endangered languages (неопр.) // Language. — 1992. — Т. 68, № 1. — С. 1—42. — doi:10.2307/416368. — JSTOR 416368.
- Harry, Annan N.; & Krauss, Michael E. (1982). In honor of Eyak: The art of Annan Nelson Harry. Fairbanks, AK: Alaska Native Language Center, University of Alaska.
- Krauss, Michael E. (n.d.). Na-Dene. College, AK: University of Alaska and M.I.T.
- Krauss, Michael E. The proto-Athapaskan–Eyak and the problem of Na-Dene, I: The phonology (англ.) // International Journal of American Linguistics : journal. — 1964. — Vol. 30, no. 2. — P. 118—131. — doi:10.1086/464766.
- Krauss, Michael E. The proto-Athapaskan–Eyak and the problem of Na-Dene, II: The morphology (англ.) // International Journal of American Linguistics : journal. — 1965. — Vol. 31, no. 1. — P. 18—28. — doi:10.1086/464810.
- Krauss, Michael E. Noun classifiers in the Athapaskan, Eyak, Tlingit, and Haida verb (англ.) // International Journal of American Linguistics : journal. — 1968. — Vol. 34, no. 3. — P. 194—203. — doi:10.1086/465014.
- Krauss, Michael E. (1969). On the classification in the Athapascan, Eyak, and the Tlingit verb. Baltimore: Waverly Press, Indiana University.
- Krauss, Michael E. (1970). Eskimo-Aleut. The Hague: Mouton.
- Krauss, Michael E. (1970). Eyak dictionary. College, AK: University of Alaska.
- Krauss, Michael E. (1970). Eyak texts. College, AK: University of Alaska and Massachusetts Institute of Technology.
- Krauss, Michael E. (1973). Na-Dene. In T. A. Sebeok (Ed.), Linguistics in North America (pp. 903—978). The Hague: Mouton. (Reprinted as Krauss 1976).
- Krauss, Michael E. (1974). Native peoples and language of Alaska. Fairbanks, AK: Alaska Native Language Center, Center for Northern Educational Research, University of Alaska.
- Krauss, Michael E. (1975). Native peoples and languages of Alaska. [Map]. Fairbanks, AK: Alaska Native Language Center, University of Alaska.
- Krauss, Michael E. (1976). Na-Dene. In T. A. Sebeok (Ed.), Native languages of the America (pp. 283—358). New York: Plenum. (Reprint of Krauss 1973).
- Krauss, Michael E. (1979). Na-Dene and Eskimo. In L. Campbell & M. Mithun (Eds.), The languages of native America: Historical and comparative assessment. Austin: University of Texas Press.
- Krauss, Michael E. (1980). Alaska native languages: Past, present, and future. Fairbanks, AK: Alaska Native Language Center.
- Krauss, Michael E. (1980). On the history and use comparative Athapaskan linguistics. Fairbanks, AK: University of Alaska, Native Language Center.
- Krauss, Michael E. (1982). Native peoples and languages of Alaska. [Map]. Fairbanks, AK: Alaska Native Language Center, University of Alaska.
- Krauss, Michael E. (1985). Yupik Eskimo prosodic systems: Descriptive and comparative studies. Fairbanks, AK: Alaska Native Language Center.
- Krauss, Michael E. (1986). Edward Sapir and Athabaskan linguistics. In W. Cowan, M. Foster, & K. Koerner (Eds.), New perspectives in language, culture, and personality (pp. 147—190). Amsterdam: Benjamins.
- Krauss, Michael E. (1992). The World’s Languages in Crisis. Language 68(1).4-10.
- Krauss, Michael E. (1995). Inuit, Nunait, Nunangit, Yuget, Unangan Tanangin. [Map]. Fairbanks, AK: Alaska Native Language Center, University of Alaska Fairbanks.
- Krauss, Michael E. (2005). Athabaskan Tone. In: Keren Rice and Sharon Hargus, eds, Athabaskan Prosody, ed. by Keren Rice & Sharon Hargus. Amsterdam: John Benjamins. ISBN 90-272-4783-8
- Krauss, Michael E.; & Leer, Jeff. (1981). Athabaskan, Eyak, and Tlingit sonorants. Alaska Native Language Center research papers (No. 5). Fairbanks, AK: University of Alaska, Alaska Native Language Center.
- Krauss, Michael E.; & McGary, Mary J. (1980). Alaska native languages: A bibliographical catalogue. Fairbanks, AK: Alaska Native Language Center.